# Hyporhicnoda reflexa
Hyporhicnoda reflexa är en kackerlacksart som först beskrevs av Henri Saussure och Leo Zehntner 1893.  Hyporhicnoda reflexa ingår i släktet Hyporhicnoda och familjen jättekackerlackor. Inga underarter finns listade i Catalogue of Life.